# 美丽凤尾蕨
美丽凤尾蕨（学名：Pteris formosana）为凤尾蕨科凤尾蕨属下的一个种。其种加词“formosana”意为“台湾的”。